# Greatest Hits (musikalbum av Kylie Minogue)
Greatest Hits är ett samlingsalbum av Kylie Minogue, utgivet den 24 augusti 1992. Albumet innehåller 19 singlar och 3 nyinspelade låtar.

## Låtlista
1. "I Should Be So Lucky"
2. "Got to Be Certain"
3. "The Loco-Motion"
4. "Je Ne Sais Pas Pourquoi"
5. "Especially for You" (duett med Jason Donovan)
6. "Turn It into Love"
7. "It's No Secret"
8. "Hand on Your Heart"
9. "Wouldn't Change a Thing"
10. "Never Too Late"
11. "Tears on My Pillow"
12. "Better the Devil You Know"
13. "Step Back in Time"
14. "What Do I Have to Do?"
15. "Shocked (DNA Remix)"
16. "Word Is Out"
17. "If You Were with Me Now" (duett med Keith Washington)
18. "Give Me Just a Little More Time"
19. "Finer Feelings"
20. "What Kind of Fool (Heard All That Before)"
21. "Where In The World?"
22. "Celebration"